# Rene Szczyrbak
René Szczyrbak (født 19. juli 1957 på Frederiksberg) er en kendt bassist, pladeproducer, reklametegner og TV-producent. Han er stifter af TV-produktionsselskabet STV Production A/S, som han var adm. direktør for fra 1987 til 2022. Han er i dag bestyrelsesmedlem og hovedaktionær i selskabet.
Oprindeligt uddannet reklametegner i Odense sideløbende med en musikalsk karriere som bassist bl.a. i det danske poporkester Tøsedrengene. Med bandet skrev han i 1984 titelsangen til albummet "Tiden er klog".
Musikkarrieren førte til arbejde som pladeproducer for bl.a. Lasse & Mathilde og De Nattergale med udgangspunkt i Szczyrbaks eget studie Gloria Sound Studio.
Stiftede i 1987 tv-produktionsselskabet STV, som han var direktør for i 35 år. Selskabet var et af de første uafhængige produktionsselskaber, som leverede programmer til TV 2 fra kanalens start i 1988. STV producerede i 19 år de daglige vejrudsigter TV 2 Vejret. Det blev i perioden til mere end 50.000 programmer.
Siden har STV under Szczyrbaks ledelse produceret programmer i mange forskellige genrer til alle danske broadcastere. Med datterselskaber i Norge og Sverige er STV blandt Skandinaviens største uafhængige TV-produktionsselskaber.

## Udvalgte TV-programmer
- Sporløs (DR1)
- TV 2 Vejret (TV 2)
- Godt Begyndt (TV 2)
- Frømandskorpset (DR1)
- Jagerpiloterne (DR1)
- Danmarks Indsamling (DR1)
- Lykkehjulet (TV 2 Charlie)

## Diskografi
- Tøsedrengene - I sikre hænder (1985)
- Tøsedrengene - Tiden er klog (1984)
- Lasse & Mathilde - Maskebal (1982)
- Mr. Fish - The Hunt (1983)
- Nemo - Højt på Himalaya (1982)
- Lasse Helner - S/H (1981)
- Nemo - Lasede timer (1979)
- Nemo - Vingeskudt (1978)

## Bestyrelsesarbejde
Som direktør i STV har René Szczyrbak arbejdet aktivt for vilkårene for danske TV-producenter bl.a. som næstformand i brancheorganisationen Producentforeningen. Han er i dag formand for den regionale filmfond FilmFyn.